# Shih-Chien-Universität
Die Shih-Chien-Universität (USC) (chinesisch 實踐大學, englisch Shih Chien University) ist eine Privatuniversität in Taiwan.
Die Hochschule ist angesiedelt in Dazhi, Stadtteil Zhongzheng von Taipeh und im Bezirk Neimen der Stadt Kaohsiung.

## Geschichte
1958 wurde das „Shih Chien College of Home Economics“ von Tung-Min Shieh gegründet. 1979 wurde das College umbenannt in „Shih Chien College of Home Economics and Economics“, 1991 wurde die Hochschule umbenannt in „Shih Chien College of Design and Management“. 1995 wurde der Kaohsiung-Campus eingerichtet. 1997 bekam die Hochschule den heutigen Namen.
Am Kaohsiung-Campus werden in 14 Bachelor- und Master-Studiengängen circa 5.000 Studenten und am Taipeh-Campus in 16 Studiengängen und sechs Graduiertenprogrammen 7.000 Studenten unterrichtet. Von 1958 bis 2005 haben hier circa 53.000 Studenten einen Abschluss erworben.
Mit der FH Würzburg-Schweinfurt wird ein berufsbegleitendes MBA-Programm angeboten. Seit 1991 wird zusammen mit der Köln International School of Design der FH Köln ein postgradualer Master-Studiengang realisiert.

## Fakultäten
- Fakultät für Humanökologie mit den Abteilungen für Sozialarbeit, Musikwissenschaft, Ernährungswissenschaften (mit Biomedizinische Lebensmittelwissenschaften), Familienforschung und Kinder-/Jugendentwicklung, Restaurant und Institutional Management
- Fakultät für Design mit den Abteilungen Modedesign, Architektur, Industriedesign, Grafikdesign
- Fakultät für Management mit den Abteilungen für Betriebswirtschaftslehre, Risikomanagement und Versicherungen, Finanzwissenschaften und Kreditwissenschaften, Waren- und Materialwirtschaft, Rechnungswesen, Informationswissenschaften, Fremdsprachen
- Zentrum für Allgemeinwissenschaften